# Beskonačnost
Beskonačnost (simbolički {\displaystyle \infty }, engl. infinity; dolazi od lat. riječi infinitas, što znači »bezgraničnost«), pojam koji se odnosi na više različitih koncepata u matematici, filozofiji i teologiji, povezanih s idejom beskrajnosti, odnosno postojanjem broja ili veličine veće od bilo koje druge. Filozofi su nagađali o prirodi beskonačnosti, značajnije Zenon iz Eleje koji je predložio mnoge paradokse o beskonačnosti te Eudoks iz Knida koji je koristio ideju beskonačno malih količina u svojoj metodi ekshaustije. U 17. stoljeću uvođenjem znaka beskonačnosti i infinitezimalnog izračuna/kalkulusa znanstveni stručnjaci na području matematike počeli su raditi s beskonačnim serijama i onim što su neki matematičari (uključujući l'Hôpital i Bernoulli) smatrali beskonačno malim količinama, ali beskonačnost je i dalje asocirana s beskonačnim procesima. Dok su se matematičari borili s temeljima proračuna, ostalo je nejasno može li se beskonačnost smatrati brojem ili veličinom i, ako je tako, kakav bi bio njezin utjecaj na sve što znamo i ne znamo. Danas matematičari koriste pojam beskonačnosti u infinitezimalnom računu i teoriji skupova. Kao ideja, beskonačnost se koristi i u fizici.

## U matematici
U matematici, beskonačnost nije stvaran broj, jer se ne "ponaša" kao broj. Brojevi se mogu brojiti, no beskonačnost ne može. Danas neki smatraju beskonačnost apstraktnim konceptom.
Tijekom kraja 19. i početka 20. stoljeća, Georg Cantor je formalizirao mnoge ideje vezane uz beskonačnost i beskonačne skupove. U njegovoj teoriji postoje beskonačni skupovi različitih veličina. Tako je skup prirodnih brojeva brojivo beskonačan dok je skup realnih brojeva nebrojivo beskonačan.

### Infinitezimalni račun
Leibniz, jedan od suosnivača infinitezimalnog računa, mnogo je razmišljao o beskonačnim brojevima i njihovoj koristi u matematici. Njemu su i infinitezimalne i beskonačne količine bili idealni entiteti, ne iste prirode kao mjerljive količine, ali uvažavajući ista svojstva u skladu sa Zakonom kontinuiteta.

#### Realna analiza
U realnoj analizi, simbol {\displaystyle \infty } predstavlja neomeđenu granicu. {\displaystyle x\rightarrow \infty } znači da x raste neograničeno, a {\displaystyle x\to -\infty } znači da se x smanjuje neograničeno. Ako je f(t) ≥ 0 za svaki t tada:
- {\displaystyle \int _{a}^{b}\,f(t)\ dt\ =\infty } znači da f(t) ne graniči područje od a do b
- {\displaystyle \int _{-\infty }^{\infty }\,f(t)\ dt\ =\infty } znači da je područje u f(t) beskonačno.
- {\displaystyle \int _{-\infty }^{\infty }\,f(t)\ dt\ =a} znači da je ukupno područje u f(t) konačno te iznosi a.

Beskonačnost se također koristi za opisivanje beskonačnih redova:
- {\displaystyle \sum _{i=0}^{\infty }\,f(i)=a} znači da suma beskonačnog reda konvergira nekoj realnoj vrijednosti a.
- {\displaystyle \sum _{i=0}^{\infty }\,f(i)=\infty } znači da suma beskonačnog reda divergira u smislu da djelomični zbroj reda raste neograničeno.

### Teorija skupova
Drugačija vrsta beskonačnosti su glavna i redna beskonačnost teorije skupova. Georg Cantor razvio je sustav transfinitnih brojeva u kojem je prvi transfinitan redni broj Alef-nula (ℵ0), kardinalnost skupa prirodnih brojeva. Ovaj matematički pristup kvantitativnoj beskonačnosti razvio se krajem 19. stoljeća radom Cantora, Gottloba Fregea, Richarda Dedekinda i drugih, koristeći ideju skupova.
Dedekindov pristup bio je usvojiti ideju uspoređivanja jedan na jedan kao standard za uspoređivanje veličina skupova te da se odbaci Galileov pogled (originalno Euklidov) koji prihvaća  da cjelina ne može biti jednake veličine kao i njezin dio. Beskonačan set definiran je da je iste veličine kao barem jedan njegov pravi podskup. 